# Педро Ларракуй
Педро Ларракуй (ісп. Pedro Larraquy, нар. 13 червня 1956, Буенос-Айрес) — аргентинський футболіст, що грав на позиції півзахисника. Згодом — тренер. Довгий час був рекордсменом за кількістю матчів чемпіонату у складі «Велес Сарсфілд» (455). Грав за національну збірну Аргентини.

## Клубна кар'єра
У дорослому футболі дебютував 1975 року виступами за команду «Велес Сарсфілд», в якій провів дванадцять сезонів, взявши участь у 455 матчах чемпіонату.  Більшість часу, проведеного у складі «Велес Сарсфілда», був основним гравцем команди. Довгий час лишався рекордсменом клубу за кількістю матчів, доки його результат не перевершив Фабіан Куберо.
Завершив ігрову кар'єру у команді «Сан-Лоренсо», за яку виступав протягом 1987—1988 років.

## Виступи за збірну
1979 року провів три гри у складі національної збірної Аргентини. Був учасником тогорічного Кубка Америки.

## Кар'єра тренера
Завершивши ігрову кар'єру отримав тренерську ліцензію. Працював з юнацькими командами рідного «Велес Сарсфілд». Двічі, у 2007 і 2008 роках, виконував обов'язки головног тренера основної команди клубу.